# John Levy
John Levy (født 11. april 1912, død 20. januar 2012) var en amerikansk bassist og forretningsmand.
Levy blev født i New Orleans og flyttede senere med familien til Chicago. I 1944 flyttede han til New York, hvor han spillede sammen med musikere som Ben Webster, Erroll Garner, Milt Jackson og Billie Holiday. I 1949 blev han bassist i George Shearing Quintet, og fungerede også som Shearings road manager. 
I 1951 grundlagde Levy virksomheden John Levy Enterprises, Inc., der blev den første afro-amerikanske manager-virksomhed indenfor pop og jazz. I løbet af 1960'erne fungerede Levy som manager for en række artister, herunder George Shearing, Nancy Wilson, Cannonball Adderley, Joe Williams, Shirley Horn, Jimmie Raye og Ramsey Lewis.
I 1997 blev Levy optaget i International Jazz Hall of Fame, og i 2006 blev han udnævnt til "Jazz Master" af the National Endowment for the Arts. Han død i en alder af 99 år i Altadena i Californien.